# Маллениус, Эркки
Эркки Аарно Маллениус (фин. Erkki Aarno Mallenius ; 12 января 1928 — 2 июля 2003) — финский боксёр, призёр Олимпийских игр.
Эркки Маллениус родился в 1928 году в Лаппеэнранта, с 1945 года занялся боксом, в 1945 году стал чемпионом Финляндии среди юниоров, а в 1950 — среди взрослых. В 1952 году он принял участие Олимпийских играх в Хельсинки, где во втором матче настолько серьёзно повредил правую руку, что врачи запретили ему продолжать состязания; тем не менее достигнутого к этому моменту результата оказалось достаточно для получения бронзовой медали.
Травма руки оказалась настолько серьёзной, что Эркки Маллениус был вынужден оставить бокс.